# Марьинский (Тбилисский район)
Марьинский — хутор в Тбилисском районе Краснодарского края.
Административный центр Марьинского сельского поселения.
Население — около 830 жителей (2008)

## География

### Улицы
- ул. Им. И.Т.Кожевникова,
- ул. Мамеева,
- ул. Мира,
- ул. Северная,
- ул. Школьная.

## История
Ближайший крупный населённый пункт - станица Геймановская.
История хутора Марьинский начинается с 1876 года. Первые переселенцы приехали с Украины на южную часть реки Зеленчук на быках. Вначале построили здесь три хаты и стали заниматься земледелием на землях барыни Марьи. Эту землю помещица сдавала казакам в аренду. После смерти мужа барыня решила уехать и, уезжая, просила назвать хутор ее именем, пообещав взамен построить кирпичную школу. Школа была построена и находилась там, где сейчас располагается правление ЗАО «Марьинское». Большое количество земли принадлежало приехавшим с Украины братьям Брагиным: Василию, Сашко и Ивану. Брагины имели в хозяйстве: 2 молотилки, косилку, 12-15 лошадей, коров, свиней, а также кирпичный завод. На заводе помимо кирпича изготавливали черепицу.
В 1929-30 годах 20 века на территории Марьинского стали создаваться первые колхозы.
В 1950 году пять мелких колхозов: «Артиллерист», «Новое поле», имени Чкалова, имени Чапаева и имени Фрунзе объединились в колхоз имени Фрунзе. Воспитала марьинская земля и своих героев. Героем Советского Союза стал отличившийся в боях с немецко-фашистскими захватчиками бывший колхозник одного из коллективных хозяйств до укрупнения — Грецкий Владимир Иванович. Звезду Героя Социалистического Труда получил Кузьма Яковлевич Чирв, в своё время возглавлявший один из мелких марьинских колхозов. Основной ценностью Марьинского сельского поселения является земля, границы поселения занимают 8352 га. На балансе администрации Марьинского сельского поселения 1465 га земли, из них пашни — 859 га, 81 га занимают пастбища, 405 га — под ЛИХ. В ЗАО «Марьинское» 4192 га, из них пашни — 4045 га, земли администрации, находящиеся в аренде, — 539 га. На территории поселения осуществляют свою деятельность 28 КФХ, которые занимают 925,41 га земли, 2 водопользователя, 12 предпринимателей, 881 ЛПХ. Базовым хозяйством в сфере АПК является ЗАО Марьинское. Предприятие новой организационно-правовой формы, образованное на базе коллективного хозяйства — колхоза имени Фрунзе, было названо по имени населенного пункта в 1992 году.

## Население
| 2002 | 2010 |
| ---- | ---- |
| 816  | ↗859 |